# Rubescourt
Ne doit pas être confondu avec Rubécourt.
Rubescourt est une commune française située dans le département de la Somme, en région Hauts-de-France.

## Géographie

### Localisation
Rubescourt est un village picard situé au sein de la région naturelle du Santerre et du pays de l'Amiénois et est limitrophe de l'Oise.
Limitrophe de Montdidier, la localité est située à 7 km au nord-est de Maignelay-Montigny, 19 km au sud-ouest de Roye, 28 km au nord-ouest de Compiègne, 38 km au sud-est d'Amiens et à 40 km au nord-est de Beauvais, à vol d'oiseau.
Le territoire de la commune est limitrophe de ceux de sept communes.
Les communes limitrophes sont Domfront, Le Frestoy-Vaux, Le Ployron, Royaucourt, Assainvillers, Ayencourt et Montdidier.
[23:19]

### Hydrographie

#### Réseau hydrographique
La commune est située dans le bassin Artois-Picardie. Elle est drainée par les Trois Doms et la Cressonière,.
Les Trois Doms, d'une longueur de 20 km, prend sa source dans la commune de Dompierre, à 83 mètres d'altitude, et se jette  dans l'Avre à Trois-Rivières, après avoir traversé douze communes.

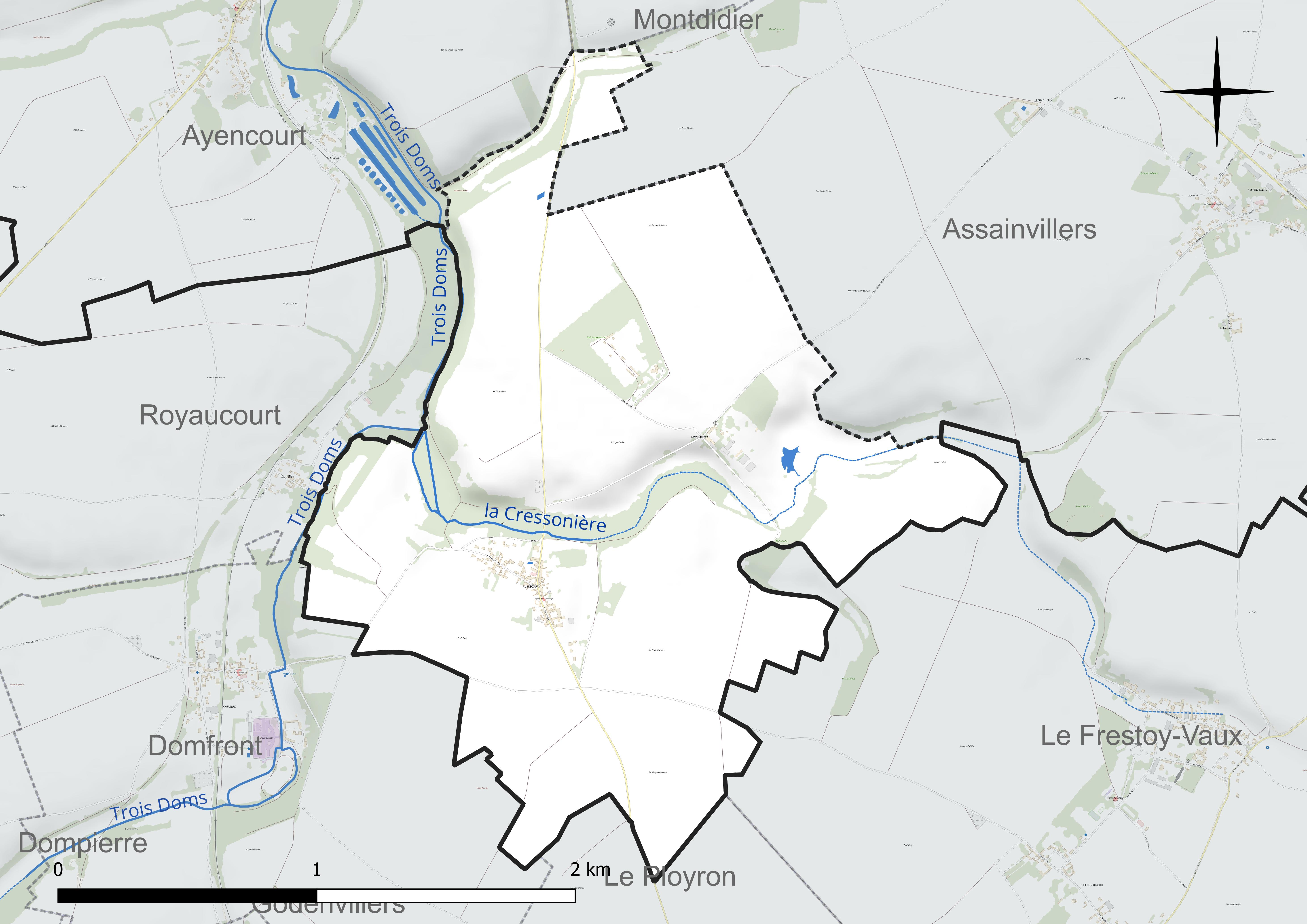
Réseau hydrographique de Rubescourt.

#### Gestion et qualité des eaux
Le territoire communal est couvert par le schéma d'aménagement et de gestion des eaux (SAGE) « Somme aval et Cours d'eau côtiers ». Ce document de planification concerne un territoire de 1 835 km2 de superficie, délimité par le bassin versant de la Somme canalisée. Le périmètre a été arrêté le 29 avril 2010 et le SAGE proprement dit a été approuvé le 6 août 2019. La structure porteuse de l'élaboration et de la mise en œuvre est le syndicat mixte d'aménagement hydraulique du bassin versant de la Somme (AMEVA).
La qualité des cours d'eau peut être consultée sur un site dédié géré par les agences de l'eau et l'Agence française pour la biodiversité.

### Climat
Pour des articles plus généraux, voir Climat des Hauts-de-France et Climat de la Somme.
En 2010, le climat de la commune est de type climat océanique dégradé des plaines du Centre et du Nord, selon une étude du CNRS s'appuyant sur une série de données couvrant la période 1971-2000. En 2020, Météo-France publie une typologie des climats de la France métropolitaine dans laquelle la commune est exposée à un climat océanique et est dans la région climatique Nord-est du bassin Parisien, caractérisée par un ensoleillement médiocre, une pluviométrie moyenne régulièrement répartie au cours de l'année et un hiver froid (3 °C).
Pour la période 1971-2000, la température annuelle moyenne est de 10,3 °C, avec une amplitude thermique annuelle de 14,5 °C. Le cumul annuel moyen de précipitations est de 680 mm, avec 11 jours de précipitations en janvier et 8,1 jours en juillet. Pour la période 1991-2020, la température moyenne annuelle observée sur la station météorologique la plus proche, située sur la commune de Godenvillers à 2 km à vol d'oiseau, est de 11,1 °C et le cumul annuel moyen de précipitations est de 701,9 mm,. Pour l'avenir, les paramètres climatiques de la commune estimés pour 2050 selon différents scénarios d'émission de gaz à effet de serre sont consultables sur un site dédié publié par Météo-France en novembre 2022.
| Mois                                  | jan.             | fév.             | mars           | avril         | mai           | juin            | jui.           | août          | sep.          | oct.        | nov.            | déc.           | année      |
| ------------------------------------- | ---------------- | ---------------- | -------------- | ------------- | ------------- | --------------- | -------------- | ------------- | ------------- | ----------- | --------------- | -------------- | ---------- |
| Température minimale moyenne (°C)     | 1,1              | 1                | 2,6            | 4,3           | 7,7           | 10,6            | 12,5           | 12,4          | 9,8           | 7,3         | 4               | 1,7            | 6,3        |
| Température moyenne (°C)              | 3,9              | 4,5              | 7,4            | 10,2          | 13,7          | 16,8            | 19             | 18,9          | 15,6          | 11,7        | 7,3             | 4,4            | 11,1       |
| Température maximale moyenne (°C)     | 6,6              | 8                | 12,2           | 16,2          | 19,8          | 22,9            | 25,4           | 25,5          | 21,5          | 16,1        | 10,5            | 7              | 16         |
| Record de froid (°C) date du record   | −21,5 17.01.1985 | −13,1 18.02.1969 | −11 08.03.1971 | −4,5 07.04.13 | −2 03.05.1967 | −0,5 01.06.1975 | 3,3 05.07.1964 | 2 28.08.1974  | −2 25.09.1972 | −5 29.10.03 | −9,5 23.11.1998 | −15 31.12.1970 | −21,5 1985 |
| Record de chaleur (°C) date du record | 15,1 09.01.15    | 19,9 27.02.19    | 26,5 31.03.21  | 29 20.04.18   | 32 28.05.17   | 37,6 27.06.11   | 43 25.07.19    | 40,4 06.08.03 | 36,5 15.09.20 | 30 01.10.11 | 21,4 01.11.14   | 16,5 17.12.15  | 43 2019    |
| Précipitations (mm)                   | 59               | 49,5             | 49,3           | 45,9          | 61,3          | 59,9            | 60,5           | 64            | 50,2          | 63,2        | 60,4            | 78,7           | 701,9      |

## Urbanisme

### Typologie
Au 1er janvier 2024, Rubescourt est catégorisée commune rurale à habitat dispersé, selon la nouvelle grille communale de densité à sept niveaux définie par l'Insee en 2022.
Elle est située hors unité urbaine. Par ailleurs la commune fait partie de l'aire d'attraction de Montdidier, dont elle est une commune de la couronne,. Cette aire, qui regroupe 23 communes, est catégorisée dans les aires de moins de 50 000 habitants,.

### Occupation des sols
L'occupation des sols de la commune, telle qu'elle ressort de la base de données européenne d'occupation biophysique des sols Corine Land Cover (CLC), est marquée par l'importance des territoires agricoles (89,8 % en 2018), une proportion identique à celle de 1990 (89,8 %). La répartition détaillée en 2018 est la suivante : 
terres arables (60,3 %), zones agricoles hétérogènes (29,5 %), zones urbanisées (6,6 %), forêts (3,6 %). L'évolution de l'occupation des sols de la commune et de ses infrastructures peut être observée sur les différentes représentations cartographiques du territoire : la carte de Cassini (XVIIIe siècle), la carte d'état-major (1820-1866) et les cartes ou photos aériennes de l'IGN pour la période actuelle (1950 à aujourd'hui).

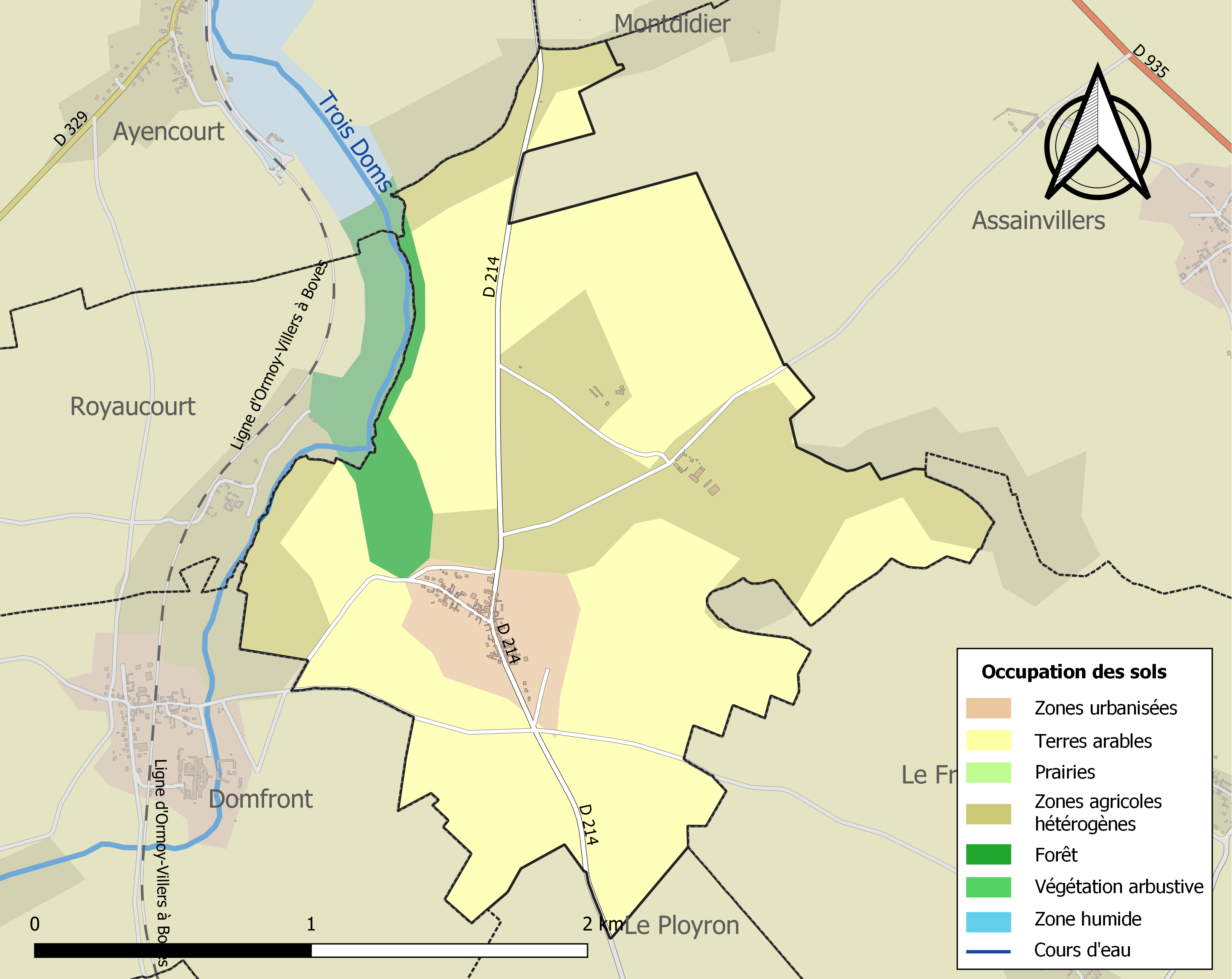
Carte des infrastructures et de l'occupation des sols de la commune en 2018 (CLC).

## Toponymie
Rubericurt, Roberti curtis, le domaine de Robert, nous sont fournis par les textes anciens.

## Histoire
Dans les dernières années du XVe siècle, Jacqueline du Tannay est dame de Rubescourt et du Ploiron. Son mari est Louis d'Ailly, seigneur de Conchy.
Son neveu, Charles de Gapennes hérite de la seigneurie et de la terre. La famille des Ursins devient propriétaire par mariage avec la fille de ce dernier. Les de Conflans, descendants, garderont le village jusqu'à la Révolution.

## Politique et administration
| Période                                  | Période                      | Identité         | Étiquette | Qualité                         |
| ---------------------------------------- | ---------------------------- | ---------------- | --------- | ------------------------------- |
| 1876                                     | 1879                         | Alexandre Niquet |           | Ancien instituteur              |
| Les données manquantes sont à compléter. |                              |                  |           |                                 |
| avant 1995                               | 2008                         | Maurice Desprez  |           | Agriculteur                     |
| mars 2008                                | En cours (au 8 octobre 2020) | Chantal Desprez  |           | Réélu pour le mandat 2020-2026, |

## Démographie
L'évolution du nombre d'habitants est connue à travers les recensements de la population effectués dans la commune depuis 1793. Pour les communes de moins de 10 000 habitants, une enquête de recensement portant sur toute la population est réalisée tous les cinq ans, les populations de référence des années intermédiaires étant quant à elles estimées par interpolation ou extrapolation. Pour la commune, le premier recensement exhaustif entrant dans le cadre du nouveau dispositif a été réalisé en 2004.

En 2022, la commune comptait 135 habitants, en évolution de +0,75 % par rapport à 2016 (Somme : −1,26 %, France hors Mayotte : +2,11 %).
| 1793 | 1800 | 1806 | 1821 | 1831 | 1836 | 1841 | 1846 | 1851 |
| ---- | ---- | ---- | ---- | ---- | ---- | ---- | ---- | ---- |
| 182  | 190  | 203  | 161  | 157  | 177  | 172  | 171  | 177  |

| 1856 | 1861 | 1866 | 1872 | 1876 | 1881 | 1886 | 1891 | 1896 |
| ---- | ---- | ---- | ---- | ---- | ---- | ---- | ---- | ---- |
| 146  | 179  | 158  | 153  | 137  | 133  | 127  | 113  | 137  |

| 1901 | 1906 | 1911 | 1921 | 1926 | 1931 | 1936 | 1946 | 1954 |
| ---- | ---- | ---- | ---- | ---- | ---- | ---- | ---- | ---- |
| 118  | 121  | 134  | 88   | 134  | 114  | 110  | 93   | 109  |

| 1962 | 1968 | 1975 | 1982 | 1990 | 1999 | 2004 | 2006 | 2009 |
| ---- | ---- | ---- | ---- | ---- | ---- | ---- | ---- | ---- |
| 97   | 103  | 85   | 96   | 126  | 134  | 136  | 131  | 136  |

| 2014 | 2019 | 2022 | - | - | - | - | - | - |
| ---- | ---- | ---- | - | - | - | - | - | - |
| 139  | 133  | 135  | - | - | - | - | - | - |

## Culture locale et patrimoine

### Lieux et monuments
- Église Notre-Dame-de-Pitié.
- Le calvaire de 1811.

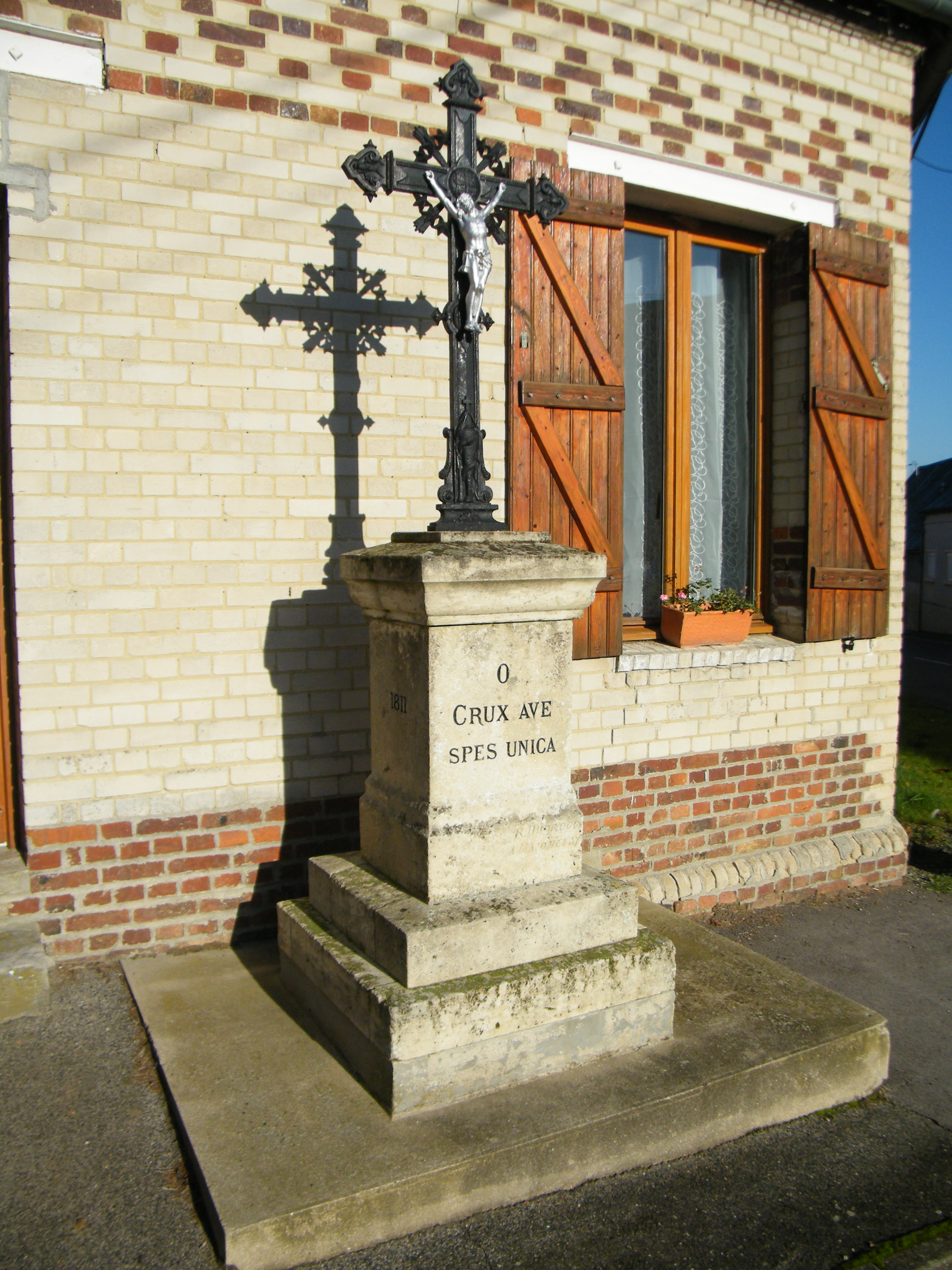
Calvaire de 1811.

### Personnalités liées à la commune
- Maurice Bouignol (1891-1918), poète tué à Rubescourt, son nom est inscrit au Panthéon parmi les 560 écrivains morts pour la France.

## Pour approfondir